# La Dernière Séance (album)
Pour les articles homonymes, voir La Dernière Séance.
Albums de Eddy Mitchell
Sur la route de Memphis
(1976) Live (Eddy Mitchell Palais des sports 1977)
(1978)
Singles
1. La Dernière Séance
Sortie : janvier 1978
2. Le Chanteur du dancing
Sortie : mai 1978

La Dernière Séance est le dix-huitième album studio d'Eddy Mitchell sorti en 1977 sous le label Barclay Records. L'album connaît un grand succès à sa sortie grâce au titre phare La Dernière Séance, succès  conforté par l'émission du même nom consacrée aux films classiques de l'âge d'or du cinéma américain et présentée par Eddy Mitchell de 1982 à 1998.

## Histoire
Cette fois encore, après ses trois précédents albums, Eddy Mitchell enregistre cet opus aux États-Unis, dans le studio Cinderella à Madison, près de Nashville (Tennessee), avec les musiciens de l'harmoniciste Charlie McCoy, qui écrit également trois musiques.
Le disque contient plus de compositions originales et moins d'adaptations de chansons étrangères que les précédents. La quasi totalité des chansons rapportent « l'esprit de la fin des années cinquante. » Ce concept sera développé cinq années plus tard dans l'émission de télévision animée par Eddy Mitchell La Dernière Séance (consacré au cinéma américain des années cinquante généralement).
Pour l'heure, La chanson La Dernière Séance, évocation nostalgique de la disparition des cinémas de quartier, connait un grand succès et devient un standard du répertoire d'Eddy Mitchell ; notoriété plus pérenne encore, lorsque quelques années plus tard, son titre devient celui d'une émission de télévision appelée à beaucoup de succès,.
Le 45 tours propose sur sa seconde face, la chanson Et la voix d'Elvis, adaptée de Good Rockin' Tonight (grand succès du « King »), sur fond de fin de quatrième république, guerre d'Algérie et retour de Charles de Gaulle aux affaires de l'État, se veut un hommage à Elvis Presley. Ce dernier est mort le 16 août 1977, et si l'à-propos semble pour la circonstance morbide, il n'y a pourtant de la part d'Eddy Mitchell aucune intention d'exploitation malsaine, la chanson, comme la pochette du 45 tours, furent réalisées avant la disparition du chanteur,.

## Autour de l'album
Références originales
33 tours Barclay 910001 (une première édition porte le logo Barclay, une seconde est marquée du logo EM),.
Singles
janvier 1978 : 45 tours Barclay 620373 : La Dernière Séance, Et la voix d'Elvis.
mars 1978 : 45 tours Barclay 620389 : Le père de James Dean.
mai 1978 : 45 tours Barclay 620397 : Le chanteur du dancing, Sens unique (version promotionnelle et commercialisée),.
Pochette
Le recto de la pochette représente Eddy Mitchell dans une salle de cinéma, surpris par la lampe de poche d'une ouvreuse alors que sur l'écran est projetée une image d'Elvis Presley. Il s'agit d'une photo de Roger Marshutz représentant Elvis Presley en concert en extérieur à Tupelo (Mississippi) le 26 septembre 1956,,.
La pochette intérieure donne sur deux pages la liste des musiciens et des détails sur les conditions d'enregistrement, le tout entouré d'images issues de films américains des années 1950 (Graine de violence, La Nuit du chasseur, Bronco Apache, Vera Cruz) et de portraits d'acteurs (Vincent Price, Robert Mitchum, Humphrey Bogart, Rita Hayworth, Randolph Scott, Errol Flynn, Burt Lancaster, Gary Cooper, Richard Widmark, John Wayne, Glenn Ford, etc).
Le verso de la pochette comprend la liste des titres et une petite image d'Eddy Mitchell sortant du cinéma Majestic.

## Liste des titres
| 1. | Enterre mon cœur au ciné Majestic                        | Claude Moine              | Charlie McCoy                                 | 1:20 |
| 2. | Et la voix d'Elvis (Good Rockin' Tonight)                | Claude Moine (adaptation) | Roy Brown                                     | 2:32 |
| 3. | C'est Charlie Brown (Charlie Brown)                      | Claude Moine (adaptation) | Jerry Leiber, Mike Stoller                    | 2:28 |
| 4. | La Colline de Blueberry Hill (Blueberry Hill)            | Claude Moine (adaptation) | Al Lewis (en), Larry Stock (en), Vincent Rose | 2:47 |
| 5. | Le Père de James Dean                                    | Claude Moine              | Mort Shuman                                   | 2:53 |
| 6. | Pire qu'une chanson d'été (To Make Love Sweeter for You) | Claude Moine (adaptation) | Glenn Sutton, Jerry Kennedy                   | 2:40 |
| 7. | Mon flash-back                                           | Claude Moine              | Charlie McCoy                                 | 2:38 |

| 8.  | La Dernière Séance     | Claude Moine | Pierre Papadiamandis | 3:35 |
| 9.  | Sens unique            | Claude Moine | Pierre Papadiamandis | 2:24 |
| 10. | Laisse tomber le ciel  | Claude Moine | Charlie McCoy        | 3:42 |
| 11. | L'Amour en Cadillac    | Claude Moine | Pierre Papadiamandis | 2:50 |
| 12. | Le chanteur du dancing | Claude Moine | Pierre Papadiamandis | 4:09 |

## Crédits

### Musiciens
- Harmonica : Charlie McCoy
- Guitares : Reggie Young / Dale Sellers / Billy Sandford / Graddy Martin / B.Chance
- Basse : Wayne Moss (en)
- Batterie : Kenny Buttrey
- Piano / Piano Fender : David Briggs
- Pedal steel guitar : Russ Hicks / Lloyd Green
- Violon : Buddy Spicher
- Percussions : Jim Isbel
- Cuivres : The Memphis Horns
- Chœurs : The Jordanaires / Les Holladay Sisters

### Production
- Prise de son : Charlie Tallent / Wayne Moss
- Gravure : Media sound NY
- Direction artistique : Jean Fernandez
- Conception de la pochette : Claude Moine et Studio de l'air
- Photos : Gedge Ruffin